# Bombenanschlag in Manchester 1996
Koordinaten: 53° 28′ 59,9″ N, 2° 14′ 36,6″ W
Der Bombenanschlag in Manchester ereignete sich am 15. Juni 1996 am Arndale Center in der Innenstadt Manchesters. Es explodierten um 11:20 Uhr Ortszeit etwa 1500 kg Sprengstoff, die schwere Zerstörungen an den Gebäuden verursachten. Verantwortlich war die IRA. Aufgrund einer Bombenwarnung war der Bereich rechtzeitig evakuiert worden; dennoch wurden 212 Menschen durch fliegende Glassplitter usw. verletzt.